# カンフーレツデン
カンフーレツデン（功夫烈伝）は、山佐が2002年1月に発売したパチスロ機。4号機のストック機である。

## 概要
『カンフーレディ』に続くカンフーシリーズの第2弾。前作とは大きく異なり、ビッグボーナスは簡単な目押しでほぼ711枚が獲得可能な大量獲得機になっている。また、ストックシステム、モードシステムを採用し、連チャン時には一気に大量のコインを獲得できるが反面ハマリもきつい。天井はボーナス間1975ゲームである。
- ボーナスは全てストックされる。放出は現在滞在しているモードによって異なる放出抽選に当選すると最高5ゲームの前兆を経由したのちに放出される。現在のモードとボーナスの種類、設定によって次のモードが決定される。モードは6種類あり、連チャンモードでは50分の1で、ハマリモードでは約700分の1でボーナスを放出する。
- 演出はテトラリールで主に行われる。小役ナビや連続演出などある。小役ナビではダブルナビ、演出ではパンダ師匠が登場するとチャンスである。
- 前作でもあった「テケテケ・・・」と鳴り出す演出があり、全リールを止めた時にチーパオ全身が登場すれば確定。
- 他にもリール消灯やバウンドストップ、ウェイト音変化などある。テトラも含めたこれら演出はボーナス放出前兆時に出やすくなるため、演出が頻繁に出だすとチャンスである。
- リーチ目はボーナスの並びや小役はずれ型、前作でもあった小役のひし形並びがある。また、チーパオが左リール上段、中リール中段、右リール下段に止まったときは小役ハズレでリーチ目になる。
- ビッグボーナス中はテトラリールで表示される押し順に従えばよい。ただし、順押しの指示が出たときはボーナスインであるが、その際にチェリーを目押しするとチェリーとボーナスインを同時に獲得できる。

## 関連商品

### 音楽CD
- 『燃えよ!功夫淑女 最新パチスロサウンドトラック』（サイトロン・デジタルコンテンツ、2006年5月24日、SCDC-00525）